# Esqui cross-country nos Jogos Olímpicos de Inverno de 2018 - Velocidade individual masculino
A prova de velocidade individual masculino do esqui cross-country nos Jogos Olímpicos de Inverno de 2018 ocorreu em 13 de fevereiro no Centro de Esqui Cross-Country Alpensia, em Pyeongchang.

## Medalhistas
| Ouro   | NOR Johannes Høsflot Klæbo |
| Prata  | ITA Federico Pellegrino    |
| Bronze | OAR Alexander Bolshunov    |

## Resultados
Q — classificado para a próxima fase
LL — lucky loser (melhor classificado por tempo)
PF — vencedor definido por photo finish
DSQ — desclassificado

### Qualificatório
A fase qualificatória ocorreu às 18:15.
| Pos. | Bib | Atleta                      | Tempo   | Diferença | Notas |
| ---- | --- | --------------------------- | ------- | --------- | ----- |
| 1    | 9   | FIN Ristomatti Hakola       | 3:08.54 | —         | Q     |
| 2    | 19  | NOR Johannes Høsflot Klæbo  | 3:08.73 | +0.19     | Q     |
| 3    | 5   | OAR Alexander Bolshunov     | 3:10.20 | +1.66     | Q     |
| 4    | 27  | ITA Maicol Rastelli         | 3:11.32 | +2.78     | Q     |
| 5    | 12  | SWE Teodor Peterson         | 3:11.55 | +3.01     | Q     |
| 6    | 22  | OAR Alexander Panzhinskiy   | 3:11.63 | +3.09     | Q     |
| 7    | 13  | SWE Oskar Svensson          | 3:12.02 | +3.48     | Q     |
| 8    | 30  | SWE Viktor Thorn            | 3:12.19 | +3.65     | Q     |
| 9    | 16  | ITA Federico Pellegrino     | 3:13.18 | +4.64     | Q     |
| 10   | 1   | SWE Calle Halfvarsson       | 3:13.27 | +4.73     | Q     |
| 11   | 17  | NOR Pål Golberg             | 3:13.71 | +5.17     | Q     |
| 12   | 8   | NOR Emil Iversen            | 3:14.36 | +5.82     | Q     |
| 13   | 24  | KAZ Alexey Poltoranin       | 3:14.43 | +5.89     | Q     |
| 14   | 25  | OAR Alexey Vitsenko         | 3:14.56 | +6.02     | Q     |
| 15   | 32  | EST Marko Kilp              | 3:15.05 | +6.51     | Q     |
| 16   | 31  | GER Sebastian Eisenlauer    | 3:15.06 | +6.52     | Q     |
| 17   | 11  | SUI Jovian Hediger          | 3:15.86 | +7.32     | Q     |
| 18   | 7   | NOR Eirik Brandsdal         | 3:15.95 | +7.41     | Q     |
| 19   | 2   | USA Simi Hamilton           | 3:16.13 | +7.59     | Q     |
| 20   | 4   | FRA Baptiste Gros           | 3:16.27 | +7.73     | Q     |
| 21   | 10  | FIN Iivo Niskanen           | 3:16.37 | +7.83     | Q     |
| 22   | 45  | GER Thomas Bing             | 3:16.66 | +8.12     | Q     |
| 23   | 14  | FIN Lauri Vuorinen          | 3:16.69 | +8.15     | Q     |
| 24   | 6   | FIN Martti Jylhä            | 3:16.79 | +8.25     | Q     |
| 25   | 51  | SVK Peter Mlynár            | 3:16.82 | +8.28     | Q     |
| 26   | 39  | CAN Len Väljas              | 3:17.11 | +8.57     | Q     |
| 27   | 41  | BLR Aliaksandr Voranau      | 3:17.12 | +8.58     | Q     |
| 28   | 53  | POL Kamil Bury              | 3:17.15 | +8.61     | Q     |
| 29   | 3   | FRA Richard Jouve           | 3:17.69 | +9.15     | Q     |
| 30   | 34  | USA Erik Bjornsen           | 3:17.69 | +9.15     | Q     |
| 31   | 33  | EST Raido Ränkel            | 3:17.88 | +9.34     |       |
| 32   | 15  | CAN Alex Harvey             | 3:17.95 | +9.41     |       |
| 32   | 29  | SLO Miha Šimenc             | 3:17.95 | +9.41     |       |
| 34   | 20  | FRA Lucas Chanavat          | 3:18.46 | +9.92     |       |
| 35   | 23  | AUT Dominik Baldauf         | 3:18.54 | +10.00    |       |
| 35   | 52  | CAN Jesse Cockney           | 3:18.54 | +10.00    |       |
| 37   | 21  | USA Andrew Newell           | 3:19.36 | +10.82    |       |
| 38   | 26  | POL Maciej Staręga          | 3:19.42 | +10.88    |       |
| 39   | 60  | SUI Ueli Schnider           | 3:19.47 | +10.93    |       |
| 40   | 50  | ITA Mirco Bertolina         | 3:20.07 | +11.53    |       |
| 41   | 38  | ITA Stefan Zelger           | 3:20.18 | +11.64    |       |
| 42   | 44  | USA Logan Hanneman          | 3:20.74 | +12.20    |       |
| 43   | 58  | CZE Aleš Razým              | 3:21.05 | +12.51    |       |
| 44   | 47  | LTU Modestas Vaičiulis      | 3:21.10 | +12.56    |       |
| 45   | 18  | GBR Andrew Young            | 3:21.50 | +12.96    |       |
| 46   | 28  | SLO Janez Lampič            | 3:22:03 | +13.49    |       |
| 47   | 59  | ROU Alin Florin Cioanca     | 3:22.22 | +13.68    |       |
| 48   | 37  | OAR Andrey Melnichenko      | 3:22.27 | +13.73    |       |
| 49   | 56  | KOR Kim Magnus              | 3:22.36 | +13.82    |       |
| 50   | 35  | SUI Erwan Käser             | 3:22.48 | +13.94    |       |
| 51   | 43  | KAZ Denis Volotka           | 3:22.52 | +13.98    |       |
| 52   | 49  | EST Karel Tammjärv          | 3:22.68 | +14.14    |       |
| 53   | 36  | AUT Luis Stadlober          | 3:23.01 | +14.47    |       |
| 54   | 46  | CAN Russell Kennedy         | 3:23.37 | +14.83    |       |
| 55   | 71  | ISL Isak Stianson Pedersen  | 3:24.57 | +16.03    |       |
| 56   | 62  | SVK Andrej Segeč            | 3:24.84 | +16.30    |       |
| 57   | 63  | THA Mark Chanloung          | 3:26.12 | +17.58    |       |
| 58   | 55  | CZE Miroslav Rypl           | 3:27.46 | +18.92    |       |
| 59   | 68  | BUL Veselin Tzinzov         | 3:28.19 | +19.65    |       |
| 60   | 40  | CZE Michal Novák            | 3:28.33 | +19.79    |       |
| 61   | 61  | SVK Miroslav Šulek          | 3:28.74 | +20.20    |       |
| 62   | 70  | IRL Thomas Hjalmar Westgård | 3:29.16 | +21.07    |       |
| 63   | 57  | LAT Indulis Bikše           | 3:30.53 | +21.99    |       |
| 64   | 67  | LTU Mantas Strolia          | 3:31.11 | +22.57    |       |
| 65   | 42  | AUS Phillip Bellingham      | 3:31.54 | +23.00    |       |
| 66   | 54  | CHN Wang Qiang              | 3:31.56 | +23.02    |       |
| 67   | 65  | HUN Ádám Kónya              | 3:31.84 | +23.30    |       |
| 68   | 75  | BUL Yordan Chuchuganov      | 3:32.62 | +24.08    |       |
| 69   | 66  | CRO Edi Dadić               | 3:33.17 | +24.63    |       |
| 70   | 48  | UKR Oleksii Krasovskyi      | 3:33.40 | +24.86    |       |
| 71   | 73  | TUR Hamza Dursun            | 3:36.53 | +27.99    |       |
| 72   | 74  | ARM Mikayel Mikayelyan      | 3:37.40 | +28.86    |       |
| 73   | 69  | UKR Andrii Orlyk            | 3:39.18 | +30.64    |       |
| 74   | 80  | GRE Apostolos Angelis       | 3:47.10 | +38.56    |       |
| 75   | 72  | SRB Damir Rastić            | 3:50.65 | +42.11    |       |
| 76   | 78  | IRI Sattar Seid             | 3:56.08 | +47.54    |       |
| 77   | 77  | TUR Ömer Ayçiçek            | 3:57.91 | +49.37    |       |
| 78   | 76  | KGZ Tariel Zharkymbaev      | 4:05.99 | +57.45    |       |
| 79   | 79  | MKD Stavre Jada             | 4:23.85 | +1:15.31  |       |
| 80   | 64  | CHN Sun Qinghai             | DSQ     | +99.99 !  |       |

### Quartas de final
Quartas de final 1
| Pos. | Semente | Atleta                     | Tempo   | Diferença | Notas |
| ---- | ------- | -------------------------- | ------- | --------- | ----- |
| 1    | 2       | NOR Johannes Høsflot Klæbo | 3:11.09 | —         | Q     |
| 2    | 5       | SWE Teodor Peterson        | 3:12.23 | +1.14     | Q     |
| 3    | 29      | FRA Richard Jouve          | 3:12.40 | +1.31     |       |
| 4    | 13      | KAZ Alexey Poltoranin      | 3:12.60 | +1.51     |       |
| 5    | 30      | USA Erik Bjornsen          | 3:12.72 | +1.63     |       |
| 6    | 4       | ITA Maicol Rastelli        | 3:14.38 | +3.29     |       |

Quartas de final 2
| Pos. | Semente | Atleta                  | Tempo   | Diferença | Notas |
| ---- | ------- | ----------------------- | ------- | --------- | ----- |
| 1    | 9       | ITA Federico Pellegrino | 3:10.55 | —         | Q     |
| 2    | 11      | NOR Pål Golberg         | 3:11.07 | +0.52     | Q     |
| 3    | 10      | SWE Calle Halfvarsson   | 3:11.95 | +1.40     | PF    |
| 4    | 15      | EST Marko Kilp          | 3:12.00 | +1.45     | PF    |
| 5    | 18      | NOR Eirik Brandsdal     | 3:18.25 | +7.70     |       |
| 6    | 28      | POL Kamil Bury          | 3:25.79 | +15.24    |       |

Quartas de final 3
| Pos. | Semente | Atleta                  | Tempo   | Diferença | Notas |
| ---- | ------- | ----------------------- | ------- | --------- | ----- |
| 1    | 3       | OAR Alexander Bolshunov | 3:08.45 | —         | Q     |
| 2    | 1       | FIN Ristomatti Hakola   | 3:09.41 | +0.96     | Q     |
| 3    | 21      | FIN Iivo Niskanen       | 3:12.20 | +3.75     |       |
| 4    | 17      | SUI Jovian Hediger      | 3:14.25 | +5.80     |       |
| 5    | 27      | BLR Aliaksandr Voranau  | 3:14.95 | +6.50     |       |
| 6    | 8       | SWE Viktor Thorn        | 3:17.33 | +8.88     |       |

Quartas de final 4
| Pos. | Semente | Atleta                    | Tempo   | Diferença | Notas |
| ---- | ------- | ------------------------- | ------- | --------- | ----- |
| 1    | 7       | SWE Oskar Svensson        | 3:08.77 | —         | Q     |
| 2    | 12      | NOR Emil Iversen          | 3:10.21 | +1.44     | Q     |
| 3    | 26      | CAN Len Väljas            | 3:10.87 | +2.10     | LL    |
| 4    | 6       | OAR Alexander Panzhinskiy | 3:11.15 | +2.38     | LL    |
| 5    | 25      | SVK Peter Mlynár          | 3:15.77 | +7.00     |       |
| 6    | 16      | GER Sebastian Eisenlauer  | 3:16.22 | +7.45     |       |

Quartas de final 5
| Pos. | Semente | Atleta              | Tempo   | Diferença | Notas |
| ---- | ------- | ------------------- | ------- | --------- | ----- |
| 1    | 24      | FIN Martti Jylhä    | 3:17.46 | —         | Q     |
| 2    | 20      | FRA Baptiste Gros   | 3:18.62 | +1.16     | Q, PF |
| 3    | 22      | GER Thomas Bing     | 3:18.64 | +1.18     | PF    |
| 4    | 19      | USA Simi Hamilton   | 3:27.89 | +10.43    |       |
| 5    | 14      | OAR Alexey Vitsenko | 3:30.72 | +13.26    |       |
| 6    | 23      | FIN Lauri Vuorinen  | 3:33.13 | +15.67    |       |

### Semifinais
Semifinal 1
| Pos. | Semente | Atleta                     | Tempo   | Diferença | Notas |
| ---- | ------- | -------------------------- | ------- | --------- | ----- |
| 1    | 2       | NOR Johannes Høsflot Klæbo | 3:06.01 | —         | Q     |
| 2    | 9       | ITA Federico Pellegrino    | 3:06.17 | +0.16     | Q     |
| 3    | 3       | OAR Alexander Bolshunov    | 3:06.63 | +0.62     | LL    |
| 4    | 11      | NOR Pål Golberg            | 3:07.24 | +1.23     | LL    |
| 5    | 5       | SWE Teodor Peterson        | 3:11.02 | +5.01     |       |
| 6    | 6       | OAR Alexander Panzhinskiy  | 3:19.05 | +13.04    |       |

Semifinal 2
| Pos. | Semente | Atleta                | Tempo   | Diferença | Notas |
| ---- | ------- | --------------------- | ------- | --------- | ----- |
| 1    | 1       | FIN Ristomatti Hakola | 3:09.93 | —         | Q     |
| 2    | 7       | SWE Oskar Svensson    | 3:10.61 | +0.68     | Q     |
| 3    | 26      | CAN Len Väljas        | 3:13.91 | +3.98     |       |
| 4    | 12      | NOR Emil Iversen      | 3:14.09 | +4.16     |       |
| 5    | 24      | FIN Martti Jylhä      | 3:14.93 | +5.00     |       |
| 6    | 20      | FRA Baptiste Gros     | 3:27.44 | +17.51    |       |

### Final
A final foi disputada às 21:37.
| Pos. | Semente | Atleta                     | Tempo   | Diferença | Notas |
| ---- | ------- | -------------------------- | ------- | --------- | ----- |
| 1    | 2       | NOR Johannes Høsflot Klæbo | 3:05.75 | —         |       |
| 2    | 9       | ITA Federico Pellegrino    | 3:07.09 | +1.34     | PF    |
| 3    | 3       | OAR Alexander Bolshunov    | 3:07.11 | +1.36     | PF    |
| 4    | 11      | NOR Pål Golberg            | 3:09.56 | +3.81     |       |
| 5    | 7       | SWE Oskar Svensson         | 3:13.48 | +7.73     |       |
| 6    | 1       | FIN Ristomatti Hakola      | 3:26.47 | +20.72    |       |

Legenda
| Recorde mundial      | Recorde mundial (World record)               |                       | Recorde africano                      | Recorde africano (African) |                                           | Q | Classificado por posição (Qualified) |
| Recorde olímpico     | Recorde olímpico (Olympic record)            | Recorde da América    | Recorde da América (Americas)         | q                          | Classificado por melhor tempo (Qualified) |   |                                      |
| Melhor marca do ano  | Melhor marca do ano (World leading)          | Recorde asiático      | Recorde asiático (Asian)              | DNS                        | Não largou (Did not start)                |   |                                      |
| Recorde nacional     | Recorde nacional (National record)           | Recorde europeu       | Recorde europeu (European)            | DNF                        | Não terminou (Did not finish)             |   |                                      |
| Recorde pessoal      | Recorde pessoal do atleta (Personal best)    | Recorde da Oceania    | Recorde da Oceania (Oceania)          | DSQ / DQ                   | Desclassificado (Disqualified)            |   |                                      |
| Recorde da temporada | Recorde da temporada do atleta (Season best) | Recorde sul-americano | Recorde sul-americano (South America) | NM                         | Sem marca (No mark)                       |   |                                      |